# Oude Toren (Ewijk)
De Oude Toren van Ewijk is een restant van de verdwenen middeleeuwse rooms-katholieke parochiekerk van Ewijk en dateert uit de 12e eeuw. De kerk, die in 1831 vernieuwd is, werd in 1918 gesloopt. De toren staat op een kerkhof en is nu in gebruik als devotiekapel. Het is een Rijksmonument.

## Geschiedenis
Over de geschiedenis van de middeleeuwse kerk in Ewijk is niet veel bekend. De eerste vermelding is uit 855 en verder zijn er vermeldingen uit de 13e en 14e eeuw. De kerk was gewijd aan Johannes de Doper. In de vijftiende eeuw is het gotische schip verhoogd. In 1607 werd de kerk overgenomen door de Hervormden. Op Hemelvaartsdag van het jaar 1800 werd er voor het eerst weer een katholieke eredienst gehouden. De kerk en de toren waren toen in slechte staat en werden provisorisch opgeknapt. 
In 1831 is de kerk met staatssubsidie gerenoveerd, met uitzondering van het koor. In 1909 vond de juist aangestelde pastoor L.I. Reniers dat het gebouw niet aan de liturgische eisen voldeed en bovendien was het te klein geworden voor de groeiende dorpsgemeenschap. Daarom is in 1916-1917 een nieuwe kerk gebouwd naar ontwerp van de Rotterdamse architect Jos Margry. Ook deze is gewijd aan Johannes de Doper. Door zowel het Rijk, de provincie als de Nijmeegse  monumentendienst zijn pogingen gedaan om de oudste delen van de kerk te behouden. Men kon het echter niet eens worden met het parochiebestuur over wie de kosten hiervan moest dragen. Daarop werd in 1918 tot sloop overgegaan. Omdat de toren gemeente-eigendom was, werd deze gespaard.
Tussen 1930 en 1949 heeft een grote renovatie plaatsgevonden. Dit was een moeizaam proces door een tekort aan geld en door de slechte fundering die slechts uit veldkeien bestond.
De toren is als openbare devotiekapel ingericht. Als altaarsteen is een rood-zandstenen sarcofaag gebruikt die bij de afbraak van de oude kerk tevoorschijn is gekomen.

## Architectuur
De toren is gebouwd in romaanse stijl. Het bouwwerk is versierd met grote spaarvelden en boognissen. De toren bestaat uit drie geledingen. De onderste is van de romaanse kerk uit de twaalfde eeuw, de middelste sloot aan op het verhoogde gotische schip uit de vijftiende eeuw. De bovenste geleding heeft gekoppelde galmgaten met deelzuiltjes is een restant van de waterstaatskerk die in 1831 de middeleeuwse kerk verving. In de oostmuur zijn deze bouwperioden goed te herkennen aan de drie dakmoeten en een dichtgemetselde doorgang naar het voormalige schip. De spits heeft een met pannen gedekt tentdak.
De toren is oorspronkelijk opgetrokken in tufsteen. Bij renovaties is vooral baksteen gebruikt, waardoor er in de onderbouw nog maar enige lagen tufsteen te zien zijn. Het grondplan is vierkant met in de westmuur een ingang en een dichtgezette doorgang in de oostmuur die naar het schip van de kerk leidde. Inwendig heeft de toren vier verdiepingen. De vierde laag is de vloer van de klokkeverdieping met de klokkestoel.
Tegen de zuidzijde van de toren staat de uit 1534 daterende zerk van heer Derick van Stepraedt, eigenaar van Slot Doddendael. De steen is afkomstig van de grafkelder die oorspronkelijk in het koor van de middeleeuwse kerk lag. Na de afbraak van het oude koor in 1918 kwam hij op het kerkhof terecht. In 1954 is hij rechtop tegen de buitenwand van de toren geplaatst. De zerk vertoont de kwartierwapens van de geslachten Doornick, Van Stepraedt, Bemmel en Scheiderick. 

## Fotogalerij

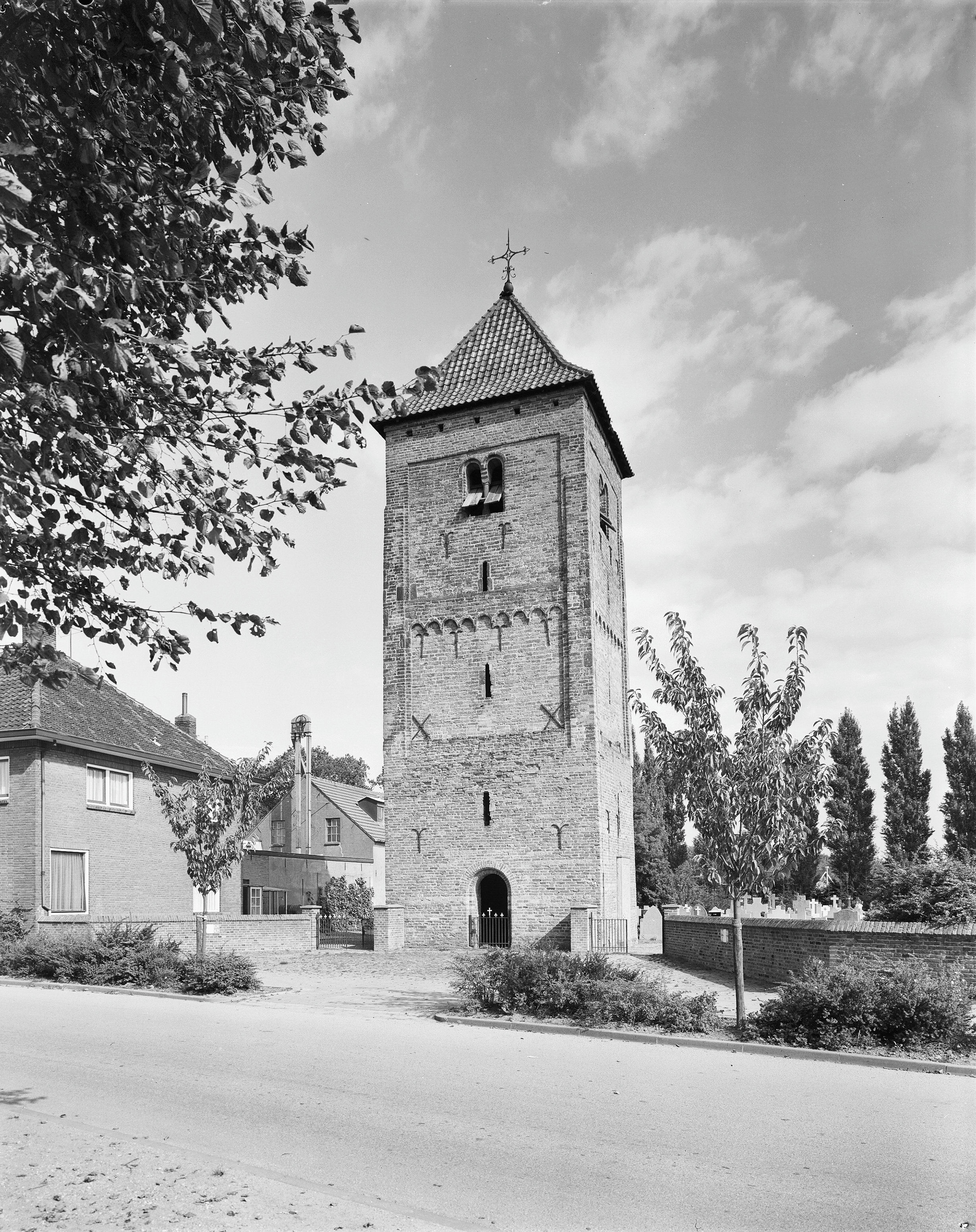
Overzicht van de toren in 1975.
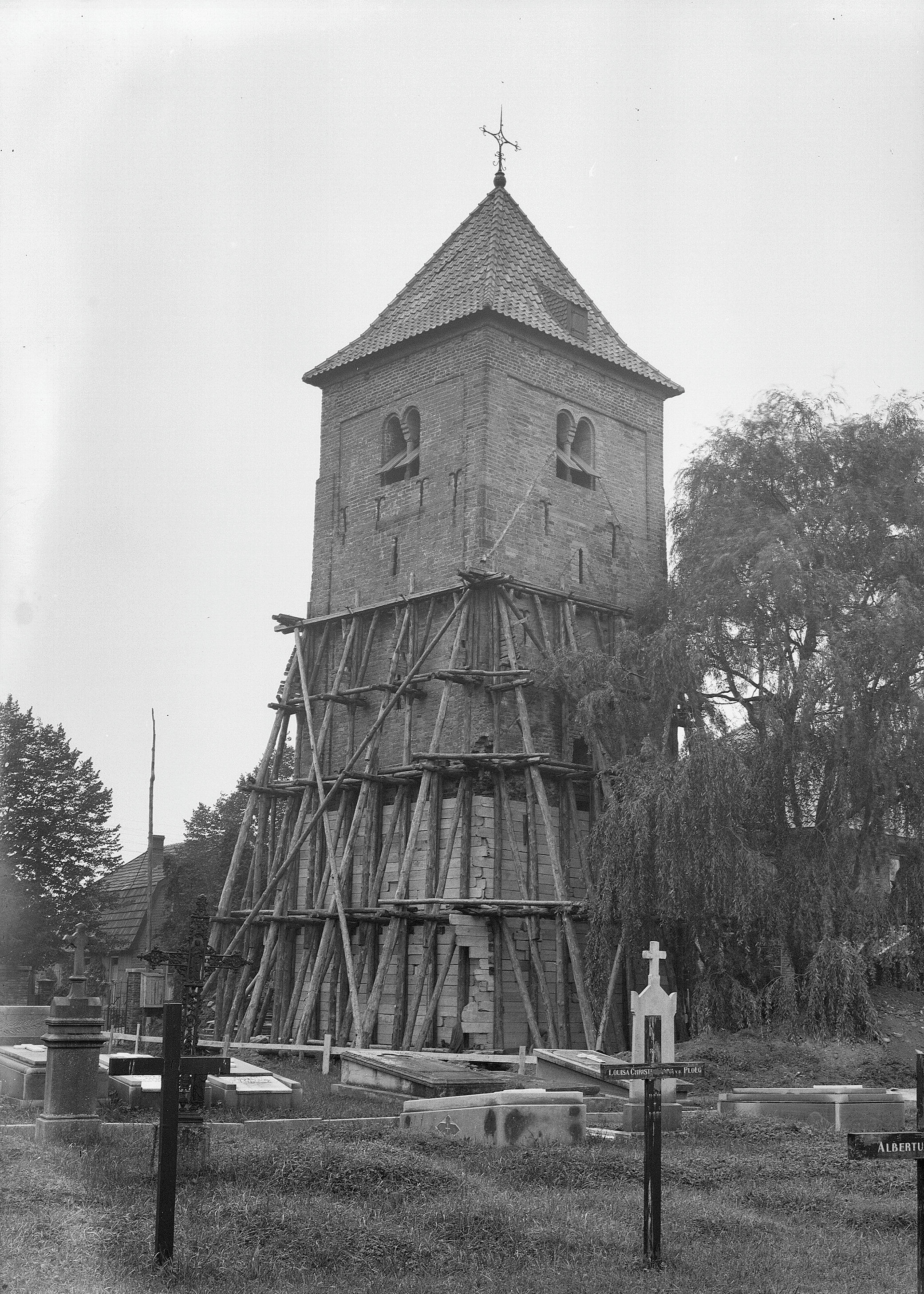
Restauratie van de fundering van de kerktoren (stutwerk), jaren 40.
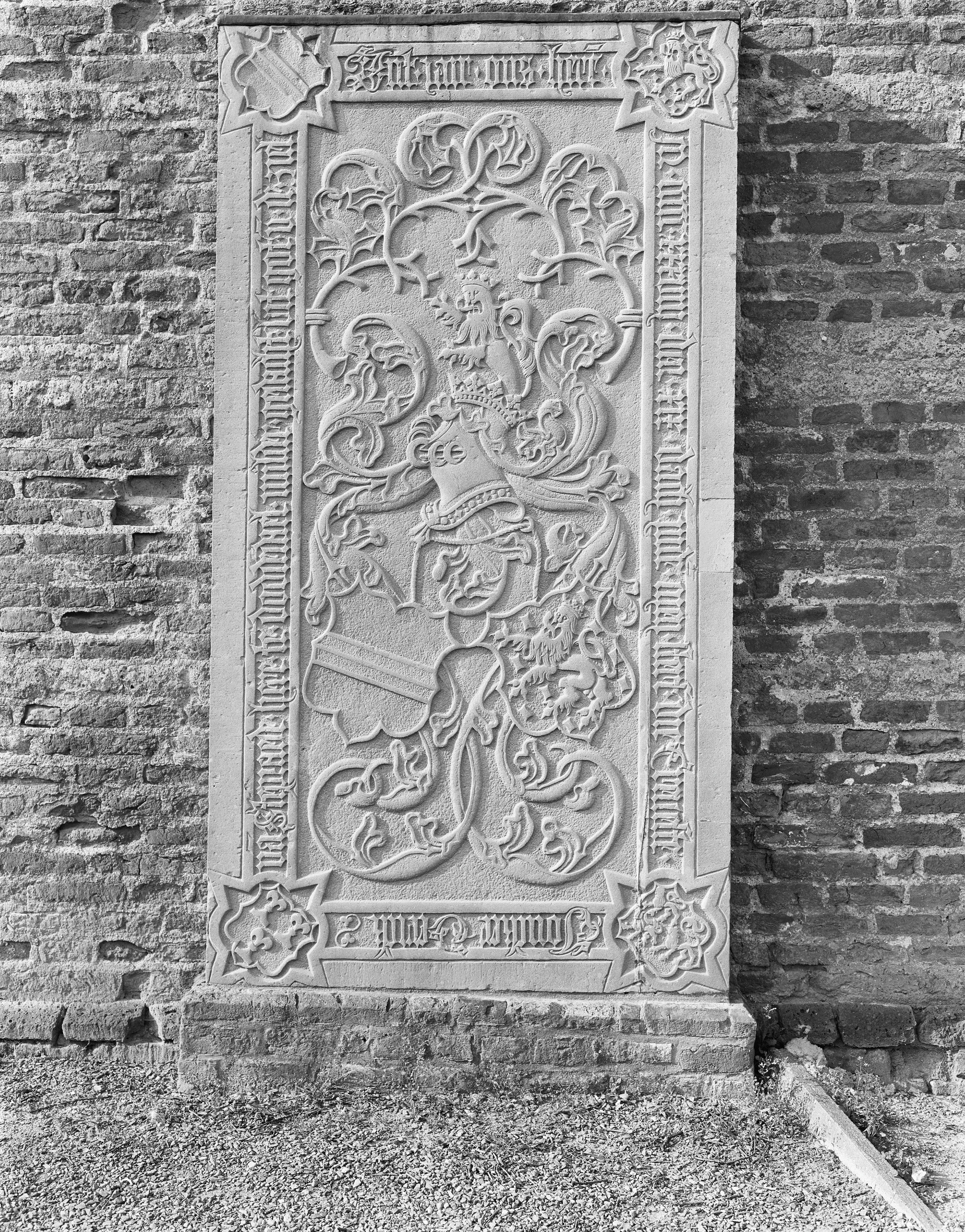
Hardstenen zerk uit 1534 voor Jonker Derick van Stepraedt, opgesteld tegen de zuidmuur van de toren 1975.